# Студеный Колодец
Студеный Колодец — село в Алексеевском районе (городском округе, с 2018) Белгородской области, входит в состав Репенского сельского поселения.

## Описание
Расположено в восточной части области, в 18 км к северу от районного центра, города Алексеевки.  
| 1859 | 1897 | 2002 | 2010 |
| ---- | ---- | ---- | ---- |
| 450  | ↗725 | ↘251 | ↘211 |

Улицы и переулки
| - ул. Луговая - ул. Юбилейная |

## История
Село Студеный Колодец получило название от расположенного рядом с ней родника, отличавшегося холодной, студеной водой и прозванного Студеным колодцем. Старожилы вспоминают, что первый житель, поселившийся у ключевого источника, носил фамилию Кулеш - оттого поселение прежде называлось еще и Кулешовкой». 
В 1859 году - Бирюченского уезда «хутор казенный Студеный Колодезь (Кулешовка) при речке Ольшанке», «по левую сторону большого почтового тракта от г. Бирюча до г. Острогожска» - 45 дворов, 450 жителей (224 муж., 226 жен.). 
Упоминается в Памятной книжке Воронежской губернии за 1887 год как "хуторъ Студеный Колодец (Кулешовка)" Ольшанской волости Бирюченского уезда. Число жителей обоего пола — 699, число дворов — 105.